# Guirlande de Julie

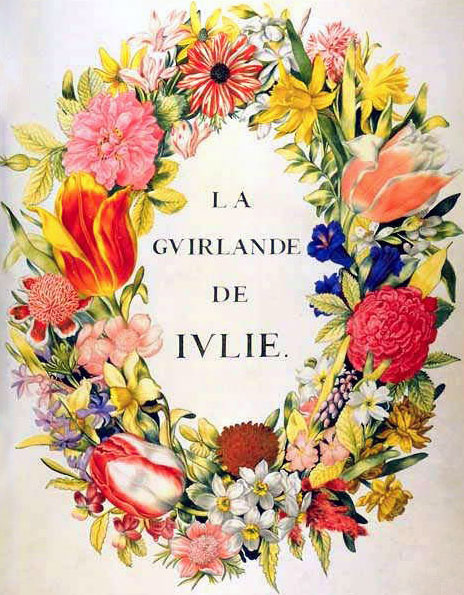
La Guirlande de Julie

La Guirlande de Julie - la Ghirlanda di Julie - è un celebre manoscritto di poesie francesi del XVII secolo.
Alla metà del Seicento, il salotto di Madame de Rambouillet fu luogo d'incontro di numerosi aristocratici, scrittori e celebri avvocati: uno di essi, Charles de Sainte-Maure era l'innamorato di Julie d'Angennes, figlia dei marchesi Rambouillet.
Per farle la corte in modo raffinato, il Duca di Montausier pensò di farle un dono fuori del comune, chiedendo agli habitué del salotto materno, fra i quali Georges de Scudéry, Desmarets de Saint-Sorlin, Conrart, Chapelain, Tallemant des Réaux, Robert Arnauld d'Andilly, Simon Arnauld de Pomponne, Claude Malleville, Philippe Habert, Antoine Gombaud de Méré, Antoine Godeau e forse anche a  Pierre Corneille, di scrivere poesie nelle quali ogni fiore corrispondesse una lode a Julie.
Il testo fu calligrafato da Nicolas Jarry mentre ogni fiore fu dipinto da Nicolas Robert: ne risultò uno dei manoscritti più straordinari del secolo, un culmine della società dei Preziosi.
Il duca di Montausier l'offrì nel 1634 a Julie d'Angennes, che lo sposò sette anni dopo. Attualmente, il manoscritto è conservato nel Dipartimento dei manoscritti della Biblioteca nazionale di Francia. La Guirlande de Julie fu poi pubblicata a stampa nel 1729, anche se diverse poesie erano già state pubblicate in precedenza in raccolte diverse.